# Немирич, Стефан (старший)
Стефан (Степан) Андреевич Немирич (? — 1630) — государственный и военный деятель Речи Посполитой, подкоморий киевский (1619—1630), староста овруцкий (1623—1630).

## Биография
Представитель украинского православного рода Немиричей герба «Клямры». Сын киевского земского судьи Андрея Матвеевича Немирича.
Учился в Альтдорфском и Базельском университетах. В 1626 году в Черняхове основал социнианскую школу среднего образовательного уровня.
Стефан Немирич неоднократно избирался шляхтой Киевского воеводства послом на вальные сеймы в 1607, 1611, 1618 и 1619 годах. В 1619 году он был избран маршалком сеймика Киевского воеводства.
В 1619—1620 годах — королевский ротмистр. В 1620 и 1623 годах Стефан Немирич входил в состав комиссии по урегулированию «козацького питання». В 1625 году он был назначен одним из комиссаров для заключения Куруковского договора с реестровым казачеством, был избран для проверки прав и составления реестра казацких полков.

## Семья
Жена — арианка Марта Войнаровская (ум. 1632). Дети:
- Юрий Немирич (1612—1659), подкоморий киевский
- Владислав Немирич (1619—1653), староста овруцкий (с 1647)
- Стефан Немирич (1626/1630 — 1684), каштелян, затем воевода киевский
- Катарина Немирич, 1-й муж — Павел Кшиштоф Сенюта (1589—1640), 2-й муж — воевода дерптский Анджей Лещинский (1606—1651)[3].